# کوپال (فیلم)
کوپال اولین فیلم بلند سینمایی کاظم ملایی است. اولین نمایش فیلم سینمایی کوپال، بخش سودای سیمرغ سی و پنجمین جشنواره فیلم فجر (۱۳۹۵) بوده‌است. این فیلم به عنوان یکی از آخرین آثار لوون هفتوان در بهار و تابستان سال ۱۳۹۷ در گروه سینمایی هنر و تجربه به نمایش عمومی درآمد.

## خلاصهٔ داستان
این فیلم قصهٔ یک شکارچی و تاکسیدرمیست به نام «دکتر احمد کوپال» (با بازی لوون هفتوان) است که در روز آخر سال با یک چالش غریب در زندگی‌اش مواجه می‌شود.

## بازیگران
- لوون هفتوان
- نازنین فراهانی
- پوریا رحیمی سام

## جوایز و جشنواره‌ها
کوپال در بخش رقابتی بیش از ۷۰ جشنواره خارجی از جمله «چهل و ششمین جشنواره بین‌المللی بلگراد»، «بیست و دومین جشنواره بین‌المللی کرالا هندوستان»، «بیست و دومین جشنواره فیلم اسپلیت کرواسی»، «هجدهمین جشنواره افق‌های جدید لهستان»، «هجدهمین جشنواره بلک مووی سوئیس»، «هجدهمین جشنواره بین‌المللی انکوریج آلاسکا»، «بیست و سومین جشنواره کلکته هندوستان»، «شانزدهمین جشنواره ایسکیای ایتالیا» و … به نمایش درآمد و در جشنواره‌های «ششمین جشنوارهٔ بین‌المللی براشوف کانادا» (۲۰۱۷)، «سی و چهارمین جشنوارهٔ بین‌المللی بوگوتای کلمبیا» (۲۰۱۷)، «بیست و ششمین جشنوارهٔ بین‌المللی برکلی آمریکا» (۲۰۱۷)، «دوازدهمین جشنوارهٔ بین‌المللی همیلتون کانادا» (۲۰۱۷)، «هفتمین جشنوارهٔ بین‌المللی ویاوگای آمریکا» (۲۰۱۷)، «سیزدهمین جشنوارهٔ هانتینگتون بیچ آمریکا» (۲۰۱۸) و … جایزهٔ بهترین فیلم سینمایی را بدست آورد.
کاظم ملایی توانست برای فیلم کوپال در «یازدهمین جشن انجمن منتقدان سینمای ایران» (۱۳۹۶) نامزد دریافت جایزه بهترین خلاقیت و استعداد درخشان و در «سی و هفتمین جشنواره فیلم فجر» نامزد سیمرغ بلورین بهترین آنونس و از نوزدهمین جشن سینمایی حافظ (جشن دنیای تصویر) (۱۳۹۸) نامزد دریافت «نشان عباس کیارستمی» شود. او همچنین برای این فیلم از «بیست و سومین جشنوارهٔ بین‌المللی فیلم کلکته هندوستان» (۲۰۱۷) و «هفتمین جشنوارهٔ بین‌المللی فیلم سبوی فیلیپین» جایزهٔ ویژهٔ هیئت داوران را دریافت کرد.

### سی و هفتمین دوره جشنواره فیلم فجر
| قسمت                            | نامزد      | نتیجه    |
| ------------------------------- | ---------- | -------- |
| سیمرغ بلورین بهترین آنونس       | کاظم ملایی | نامزدشده |
| سیمرغ بلورین بهترین طراحی پوستر | طاها ذاکر  | برنده    |

- چهاردهمین جشنواره بین‌المللی فیلم میشکولتس / مجارستان / سپتامبر ۲۰۱۷[۲۱]
- بیست و دومین جشنواره فیلم اسپلیت / کرواسی / سپتامبر ۲۰۱۷[۲۲]
- بهترین فیلم سینمایی «سی و چهارمین جشنواره بین‌المللی فیلم بوگوتا» / کلمبیا / اکتبر ۲۰۱۷[۲۳]
- بهترین فیلم و بهترین بازیگری (لوون هفتوان) و نامزد بهترین فیلمنامه و فیلمبرداری از «دوازدهمین جشنواره بین‌المللی فیلم همیلتون» / کانادا / نوامبر ۲۰۱۷[۲۴]
- جایزهٔ ویژهٔ هیئت داوران و نامزد بهترین فیلم و بهترین کارگردانی از «بیست و سومین جشنوارهٔ بین‌المللی فیلم کلکته» / هندوستان / نوامبر ۲۰۱۷[۲۵]
- بیست و دومین جشنواره بین‌المللی فیلم کرالا / هندوستان / دسامبر ۲۰۱۷[۲۶]
- فیلم اختتامیه «هجدهمین جشنواره فیلمهای مستقل ژنو» (بلک مووی) / سوئیس / ژانویه ۲۰۱۸[۲۷]
- چهل و ششمین جشنواره بین‌المللی فیلم بلگراد / صربستان / مارس ۲۰۱۸[۲۸]
- ششمین جشنواره فیلمهای ایرانی پاریس / فرانسه / ژوئن ۲۰۱۸[۲۹]
- شانزدهمین جشنواره فیلم ایسکیا / ایتالیا / جولای ۲۰۱۸[۳۰]
- هجدهمین جشنواره بین‌المللی افق‌های جدید / لهستان / جولای و آگوست ۲۰۱۸[۳۱]
- جایزهٔ ویژه هیئت داوران «هفتمین جشنواره بین‌المللی فیلم سبو» / فیلیپین / سپتامبر ۲۰۱۸[۳۲]
- پنجمین جشنواره بین‌المللی فیلم هانوی / ویتنام / اکتبر ۲۰۱۸[۳۳]
- سیمرغ بلورین بهترین پوستر (طاها ذاکر) و نامزد بهترین آنونس (کاظم ملایی) از «سی و هفتمین جشنوارهٔ فیلم فجر» / ایران / ژانویه ۲۰۱۹[۳۴]
- نامزد جایزهٔ «نشان عباس کیارستمی» (کاظم ملایی) از نوزدهمین جشن سینمایی حافظ (جشن دنیای تصویر) / تیرماه ۱۳۹۸[۳۵]
- جایزهٔ بهترین فیلمنامه بخش هنروتجربه در «هشتمین جشن شب کانون فیلمنامه‌نویسان سینمای ایران» / شهریور ۱۳۹۸[۳۶]